# 실적주의
실적주의 또는 실적제, 실적체제, 실적주의 체제(實績主義, 實績制, 實績體制, 實績主義體制, 영어: merit system)는 공무원을 능력, 성적, 자격 등의 실적에 기초하여 임용하는 제도이다. 엽관주의(Spoils system)나 정실주의(Patronage system)와는 대조되는 개념이다.

## 역사
실적을 중시하는 관리임용 제도가 최초로 발생한 곳은 고대 중국 진나라, 한나라 왕조이다. 중국의 중앙정부는 거대한 제국을 다스리기 위해 복잡한 관료체제를 운영했다. 귀족혈통뿐 아니라 공무를 맡을 능력이 있는 자는 관료선발시험을 통해 공직에 진출할 수 있었고 이들의 관품은 시험성적으로 결정되었다. 이런 제도 아래에서 교육은 신분상승의 기회로 작용했다. 한나라가 멸망하고 나서 삼국 시대 때 구품중정제가 마련되었다. 중국의 실적임용제는 주변국에도 영향을 미쳤는데 한반도 왕조는 중국의 제도를 본따 과거제도로 공직자를 채용했으며 영국 치하의 인도는 17세기에 실적관료제를 받아들였고 이것이 유럽 대륙으로 이식되었다. 이 시기까지의 관료제는 실력을 관료채용의 기준으로 삼은 점에서 제한적으로나마 실적주의의 요소를 갖추고 있었다고 볼 수 있다.
현대적 의미의 실적제가 탄생한 계기는 영국의 1870년 추밀원령과 미국의 1883년 펜들턴 법이라고 할 수 있다.

### 영국
19세기 중엽까지 영국은 정실주의에 따라 공직자를 뽑았다. 1853년 노스코트-트레벨리언 보고서(Northcote and Trevelyan Reports)에서 실적주의에 기초한 공무원 선출방식이 최초로 제기되었는데, 그 내용은 공무원 채용을 공개경쟁시험으로 할 것과, 독립적인 중앙인사위원회를 설치하여 시험을 관장하도록 권고하는 것이었다. 이후 1855년 추밀원령에서 독립 인사위원회를 설치하도록 규정하여 1853년 보고서 건의 중 일부를 수용했다.
1870년 추밀원령에서는 공개경쟁시험 / 계급별 채용 / 전문기술이 아닌 일반교양과목을 시험과목으로 삼음 / 지능적 사무와 기계적 사무의 2개로 업무를 나누어 시험 실시 / 재무부에 임용권과 관련한 권한을 부여하는 등, 영국 실적주의의 기초가 제도적으로 확립되었다. 이로써 종래의 귀족 외에 신흥시민계급의 자녀들이 공무원으로 진출할 수 있게 되었다.

### 미국
미국의 공직임용 기준은 1829년 앤드루 잭슨의 당선 이후 19세기 후반까지 엽관주의를 기본으로 하고 있었다. 그러나 자본주의의 발달과 산업화의 진행으로 사회가 발전하자 정부의 기능 즉 행정의 범위도 확장되었다. 이에 엽관주의를 통해 임용한 공무원들의 전문성 부족으로 행정의 비능률이 발생하고 지나친 정치권력의 개입 등 여러 문제점이 발생하게 되었다.
이러한 문제점을 인식하고 엽관주의의 모순점을 극복하고 국가를 효율적으로 운영하기 위한 행정개혁운동은 1850년대부터 시작되었다. 1871년, 미국의 제18대 대통령 율리시스 그랜트에 의해 그랜트 위원회(Grant's Civil Service Commission)가 설치되고 엽관주의를 혁파하기 위한 방안들이 연구되기 시작했으나 엽관주의를 보호하려는 의원들에 의해 폐지되었다.(1875) 그럼에도 불구하고 미국 정부의 비능률적인 행정을 개혁하고자 하는 주장이 끊임없이 사회 각처에서 제기되었다.
1881년 제임스 가필드 대통령이 돈으로 공직취임을 노리다 실패한 찰스 기토에게 그 분풀이로 총을 맞는 사건이 발생했는데, 이는 엽관주의의 위험성을 증명하는 사건이었다. 여기에 이듬해 1882년 공화당은 중간선거에서 민주당에 대패하여 2년 후 치러질 대통령 선거에서 이길 자신감을 잃어, 그동안 자신들이 뽑은 공직자들의 경질을 막기 위해 안전장치를 마련하게 된다. 이러한 취지에서 1883년 미국 연방공무원법으로 불리는 펜들턴 법(Pendleton Act)이 제정되었으며 미국 공무원 임용 체계는 여기에 맞춰 실적주의 체제로 전면 수정되었다. 따라서 펜들턴 법은 그 내용과는 달리 제정 동기는 정치적이었다고 볼 수 있다.
펜들턴 법의 내용은 다음과 같다. 정치적 압력에서 자유로운 독립적 인사위원회가 설치되었고, 여기서 출제한 공개경쟁임용시험을 통과한 사람에게 공무원 자격이 주어졌다. 응시자들이 제출한 답안지에는 서명을 빼서 출제자들의 편파적 채점이 일어날 가능성을 막았다. 합격자는 시험성적 순서로 정렬되어 채용후보자명부에 등재되었다. 임용은 이 채용명부상 높은 순서부터 이루어져야 하고, 낮은 순위자가 높은 순위자보다 먼저 채용되기 위해서는 그에 합당한 이유가 있어야 했다. 이렇게 채용된 공무원은 일정 기간 시보임용(prabation term)을 통해 업무적격성을 평가받았다. 또한 공무원의 정치적 활동은 금지되었다.
1885년 우드로 윌슨이 발표한 논문「행정의 연구(The Study of Administration)」는 이러한 행정개혁운동에 힘을 실어주는 것이었다. 이후 1939년 공무원의 정치적 중립성을 강화한 해치 법(Hatch Act)이 제정되면서 미국의 실적주의가 확립되게 되었다.

## 의미
실적주의는 능력, 자격, 기술 등에 따라 공무원을 임용하는 제도를 뜻한다. 여기서의 '실적'은 여러 가지 능력, 자격, 업적, 지식, 성과 등 정해진 의미가 없고 그 범위가 넓다. 각 나라의 문화에 따라서 실적을 평가하는 기준은 달라진다. 이런 실적의 우열을 판단하는 데 쓰는 지표로는 근무경력이나 훈련 정도, 직무수행 능력, 교육수준 등이 있다.
공무원 임용에 있어 실적주의를 이전의 정실주의나 엽관주의와 구별짓는 특징은 다음과 같은 것들이 있다.
- 응시자들에게 균등한 공직취임 기회 부여
- 신규채용방식은 공개경쟁채용시험으로
- 임용의 기준을 실적에 둠
- 인사행정상 공평한 처우 및 공직자 권익을 최대로 보장함
- 일한 만큼의 보수를 실현하고 적절한 인센티브를 부여
- 교육 및 훈련으로 직무능력을 향상시킴
- 공무원의 신분 보장
- 정치적 중립 보장

## 장점
실적제는 공무원 응시자들에게 균등한 기회를 제공하여 실질적인 민주주의를 실현해 준다. 정치적 연줄이나 개인적 친분이 아니라 객관적 성적으로 공직자를 채용하기 때문에 정치적인 부정행위자나 자격없는 사람이 공무를 맡지 못하도록 차단하여 공직자의 자질이 향상되도록 만든다.
또한 신분을 보장, 최고지도자의 교체와 함께 대량으로 임용 해고가 이루어졌던 예전과는 달리 정권교체에 관계없이 지속적이고 안정적인 근무가 가능하여 공무원의 전문화를 촉진시킨다.
정치적 중립을 유지하여 당파적 이익이 아니라 전체 국민(공공)의 이익에 봉사할 수 있게 된다. 그리고 실적에 따른 객관적 인사 자체가 정의, 형평, 도덕적 분위기를 공직사회에 주입한다.

## 단점
실적제는 그 특성상 진취적이기보다 소극적, 부정적이고 보수적인 조직문화를 만든다. 이는 공공의 이익보다는 공직구성원들의 권리 이익을 우선하고, 국민의 요구에 무감각한 폐쇄적인 공직사회를 조장한다는 의미이다. 이런 공직사회는 특권화, 보수화되기 쉽다.
형평성 있는 인사를 실현한다고 하나, 실질적인 형평성이 이뤄지지 않는다는 비판도 있다. 인사위원회에 과도한 힘을 몰아주어 정무직 공무원이 정책 추진력을 얻기 힘들게 만든다.
정치적 중립성을 강조한다고 하나 원래 실적제의 취지는 당파적이고 정치적인 사안에서 자유로운 공직자를 목표로 하는 것이었다. 그러나 이것을 정책에 대한 중립성으로 연장하여, 적극적인 정책추진을 곤란하게 만드는 역효과도 발생한다.
또한 한 개인의 능력을 시험을 통해 정확하게 평가하는 것은 불가능하며 검증 가능한 것은 능력 중 일부분일 뿐이다.

## 같이 보기
- 능력주의
- 능률급
- 엽관제
- 제임스 A. 가필드
- 펜들턴법

## 참고 문헌
- 박천오 외, 현대인사행정론, 법문사, 2010. ISBN 9788958223832
- 이종수 윤영진 외, 새행정학 6정판, 대영문화사, 366~367쪽. ISBN 9788976443809
- 신두범 오무근 외, 최신행정학원론, 박영사, 370~372쪽. ISBN 9788964540695
- 오석홍, 행정학, 나남출판, 510~512쪽. ISBN 8930036252
- 김규정, 신판 행정학원론 1999년판, 법문사, 548-551쪽. ISBN 8918021313
- 이계탁 이광범, 행정학강의, 나남출판, 419쪽. ISBN 8930037224
- 김재기 외, 현대행정학, 법문사, ISBN 9788918024004
- Burbank, Jane and Cooper, Frederick. (2010). Empires in World History: Power and the Politics of Difference. Princeton: Princeton University Press. ISBN 0-691-12708-5
- Kazin, Michael, Edwards, Rebecca, and Rothman, Adam. (2010). The Princeton Encyclopedia of American Political History Volume 2. Princeton University Press. ISBN 0-691-12971-1